# روزبدان
روزبدان، روستایی در دهستان جایدشت بخش جایدشت شهرستان فیروزآباد در استان فارس ایران است.

## مردم‌شناسی
بخش غالب مردمان این روستا از ایل قشقایی و دو تیره قادرلو و بوربور هستند. در این میان چند تیره از سایر طوایف نیز دیده می‌شود.
شغل بسیاری از مردم، دامداری است اما شغل بیشتر خانم‌ها صنایع دستی است؛ از جمله تولیدات می‌توان به جاجیم، چنته، بلدان، جا دستمالی و … اشاره کرد. در این میان تولید گلیم در این روستا با نقش و رنگ‌های متفاوت زبانزد است.

## جمعیت
بر پایه سرشماری عمومی نفوس و مسکن در سال ۱۳۹۵، جمعیت این روستا برابر با ۱٬۰۳۰ نفر (۲۹۱ خانوار) بوده است.